# Jorge Dely Valdés
Jorge Dely Valdés (Colón, 1967. március 12. –) panamai válogatott labdarúgó.
A panamai válogatott tagjaként részt vett a 2005-ös CONCACAF-aranykupán.

## Statisztika
| Panamai válogatott | Panamai válogatott | Panamai válogatott |
| Időszak            | Mérk.              | gól                |
| ------------------ | ------------------ | ------------------ |
| 1991               | 1                  | 0                  |
| 1992               | 2                  | 0                  |
| 1993               | 0                  | 0                  |
| 1994               | 0                  | 0                  |
| 1995               | 2                  | 0                  |
| 1996               | 7                  | 5                  |
| 1997               | 0                  | 0                  |
| 1998               | 0                  | 0                  |
| 1999               | 1                  | 1                  |
| 2000               | 10                 | 3                  |
| 2001               | 8                  | 7                  |
| 2002               | 0                  | 0                  |
| 2003               | 0                  | 0                  |
| 2004               | 7                  | 0                  |
| 2005               | 10                 | 3                  |
| Összesen           | 48                 | 19                 |